# Delfeayo Marsalis
Delfeayo Marsalis (New Orleans, 28 juli 1965) is een Amerikaanse jazztrombonist en muziekproducent.

## Biografie
Delfeayo Marsalis is de zoon van pianist Ellis Marsalis en broer van Branford, Wynton en Jason Marsalis. Hij ging naar het New Orleans Centre for Creative Arts en kreeg vanaf 13-jarige leeftijd trombonelessen. Hij studeerde klassieke trombone in Tanglewood en in 1983 speelde hij met Gordon Jacobs een tromboneconcert met het New Orleans Philharmonic Orchestra. Voor zijn presentatie van Sonate nr. 6 van Alessandro Marcello ontving hij de Outstanding Performance Award van de Jefferson Performing Arts Society. Vanaf 1982 studeerde hij trombone- en studioproductie aan het Berklee College of Music. In 2005 behaalde hij een master in jazzperformance aan de University of Louisville.
Als trombonespeler toerde Marsalis met muzikanten als Art Blakey, Abdullah Ibrahim, Elvin Jones, Slide Hampton, Ray Charles, Art Blakey's Jazz Messengers en Max Roach. Hij leidt ook een moderne jazzband waarmee hij tot 2016 zeven albums opnam. De campagneslogan van Donald Trump 'Make America Great Again!' was het startpunt van het album uit 2016, waarop naast het titelstuk gecomponeerd door Marsalis en het Amerikaanse volkslied, stukken van de Dirty Dozen Brass Band en Aaron Copland en de standaard All of Me te horen zijn.
Als componist schreef hij muziek voor de ABC-serie Moon Over Miami, de documentaires Streetcar Mysteries en 112th & Central en de producties van het New Orleans Ballet van A Streetcar Named Desire en Glass Menagerie van Tennessee Williams. In 1997 componeerde Marsalis de musical Luther voor het Summerstages Theatre. Vervolgens richtte hij het Uptown Music Theatre op voor de muziektheateropleiding van kinderen en adolescenten tussen 8 en 18 jaar oud, waarmee hij in drie zomers vijf musicals ontwikkelde. In het seizoen 2007/2008 voerde hij in concerten met het Minnesota Orchestra composities uit van Duke Ellington. Hij produceerde ongeveer 75 albums met o.a. Harry Connick, Marcus Roberts, Ske Lee en zijn broers, van wie sommigen Grammy-nominaties ontvingen. In 1996 ontving hij de 3M Visionary Award.

## Discografie
- 1992: Pontius Pilate's Decision met Joshua Redman, Scotty Barnhart, Branford, Jason en Wynton Marsalis (Novus Records)
- 1997: Musashi met Mark Gross, Branford en Ellis Marsalis, Masahiko Osaka en Bill Reichenbach jr. (Troubador Jass)
- 2002: Minions Dominion met Donald Harrison, Elvin Jones, Edwin Livingston, Branford Marsalis, Mulgrew Miller, Eric Revis, Sergio Salvatore (Troubadour Jass)
- 2011: Sweet Thunder (Duke & Shak) (Troubador Jass)
- 2015: The Last Southern Gentlemen met John Clayton, Marvin Smitty Smith, Ellis Marsalis (Troubador Jass)
- 2016: Make America Great Again! (Troubador Jass)
- 2019: Delfeayo Marsalis Uptown Jazz Orchestra: Jazz Party

- Bibsys: 7003483
- Bibliothèque nationale de France: cb142036500 (data)
- Gemeinsame Normdatei: 134771192
- International Standard Name Identifier: 0000 0001 1585 6264
- Library of Congress Control Number: no97007340
- MusicBrainz: d745400c-705b-4776-84ac-f23fc923104f
- Nationale Bibliotheek van Tsjechië: xx0021570
- Nationale Bibliotheek van Israël: 987007323323405171
- Nederlandse Thesaurus van Auteursnamen: 102429650
- Système universitaire de documentation: 117542156
- Virtual International Authority File: 2067086
- WorldCat: E39PBJvXhdY4wY79g8rr8Qw9jC